# Pseudolestes mirabilis
Pseudolestes mirabilis – gatunek ważki, jedyny przedstawiciel rodzaju Pseudolestes i monotypowej rodziny Pseudolestidae. Endemit chińskiej wyspy Hajnan.